# هانز أتروت
هانز أتروت (بالألمانية: Hans Henning Atrott) هو رئيس «الجمعية الألمانية للموت الرحيم» و«الاتحاد العالمي لمجتمعات الحق في الموت».
ولد في 12 كانون الثاني 1944 في كلايبيدا الواقعة بجمهورية لتوانيا حاليا. درس الفلسفة والعلوم السياسية في جامعة ميونيخ. أسس عدة جمعيات مدافعة عن الموت الرحيم في ألمانيا. كما نشر كتابا بعنوان «خداع يسوع» ينتقد فيه المسيحية.

## روابط خارجية
- هانز أتروت على موقع مونزينجر (الألمانية)